# Teenage Mutant Hero Turtles (jeu vidéo d'arcade)
Pour le jeu d'action/plates-formes sorti sur NES la même année, voir Teenage Mutant Hero Turtles (jeu vidéo).
Teenage Mutant Hero Turtles, connu aux États-Unis sous le nom Teenage Mutant Ninja Turtles,, est un jeu vidéo de type beat them all développé et distribué par Konami sur borne d'arcade en 1989. Au Japon, le jeu est sous-titré Super Kame Ninja. Il est basé sur la série animée Tortues Ninja : Les Chevaliers d'écaille, série qui a débuté la même année en France.
Le jeu est porté en 1991 sur NES en Europe sous le nom Teenage Mutant Hero Turtles II: The Arcade Game, ou sous-titré The Coin-op ! sur micro-ordinateurs.

## Portages

### Xbox Live Arcade
Le jeu est disponible depuis le 14 mars 2007 sur la plate-forme de téléchargement Xbox Live Arcade sous le titre Teenage Mutant Ninja Turtles: 1989 Classic Arcade.

### Teenage Mutant Ninja Turtles: The Cowabunga Collection
Les versions arcade et NES réapparaîtront en 2022 dans une compilation intitulée Teenage Mutant Ninja Turtles: The Cowabunga Collection qui regroupera 13 anciens jeux  vidéo Tortues Ninja de Konami pour les plate-formes contemporaines (PlayStation 5, PlayStation 4, Xbox Series X, Xbox One,  Nintendo Switch et PC). 